# Hedy Stenuf
Hedwig „Hedy” Stenuf, po mężu Perry-Smith, następnie Byram (ur. 18 lipca 1922, zm. 7 listopada 2010 w Hallandale Beach) – austriacka łyżwiarka figurowa, reprezentująca później Francję i Stany Zjednoczone, startująca w konkurencji solistek. Uczestniczka igrzysk olimpijskich (1936), wicemistrzyni (1939) i brązowa medalistka mistrzostw świata (1938).

## Osiągnięcia
|                      | Austria | Austria | Francja | Francja | Stany Zjednoczone | Stany Zjednoczone |
| Zawody               | 1935    | 1936    | 1936    | 1937    | 1938              | 1939              |
| Międzynarodowe       |         |         |         |         |                   |                   |
| Igrzyska olimpijskie |         | 6       |         |         |                   |                   |
| Mistrzostwa świata   | 4       |         |         | 4       | 3                 | 2                 |
| Mistrzostwa Europy   | 7       |         | 6       | 4       |                   |                   |